# Debout la France
Debout la France (DLF, in italiano Alzati Francia) è un partito politico francese neogollista e sovranista, fondato nel 2008 su iniziativa di Nicolas Dupont-Aignan con la denominazione di Debout la République (DLR). Ha assunto l'odierna denominazione nell'ottobre 2014.
In passato è stato membro dell'Alleanza per la Democrazia Diretta in Europa e, precedentemente, di EUDemocrats.

## Storia

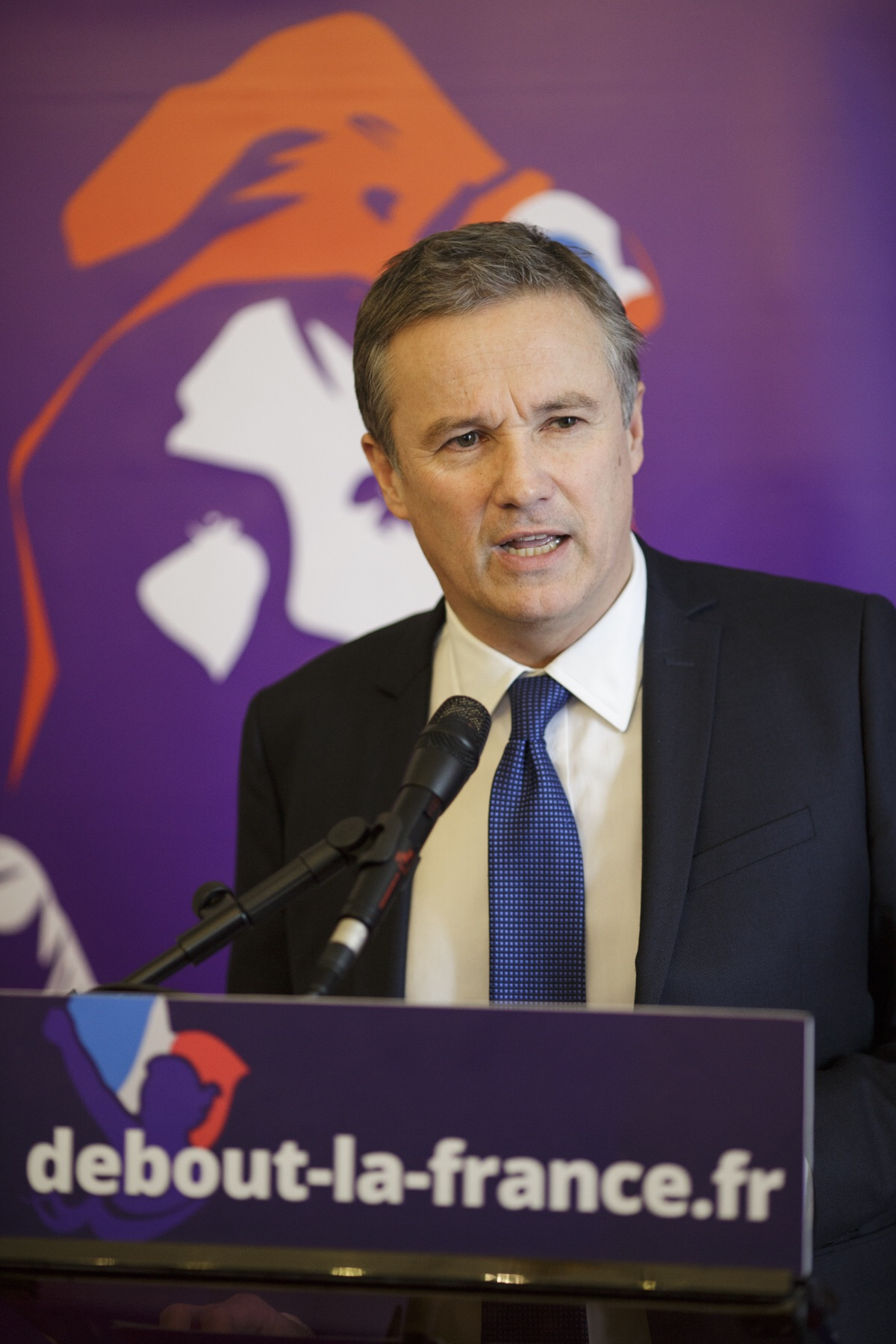
Nicolas Dupont-Aignan nel 2015.

Debout la République nasce come corrente del partito gollista RPR (Rassemblement pour la République) il 3 febbraio 1999 ad opera di Nicolas Dupont-Aignan. Resta una corrente del partito gollista, RPR prima e poi Unione per un Movimento Popolare, fino alla fuoriuscita di Dupont-Aignan nel 2007. 
Il primo congresso è stato organizzato il 23 novembre 2008. Il partito ha due deputati eletti all'Assemblée nationale ed un senatore.
Alle elezioni presidenziali del 2012 il leader del partito Nicolas Dupont-Aignan ottiene l'1,7% dei voti al primo turno e si posiziona al 7º posto tra i vari candidati alla presidenza della repubblica. 
Alle elezioni del 2017 Dupont-Aignan ottiene il 4,75% al primo turno. Il 28 aprile annuncia il suo sostegno per il ballottaggio a Marine Le Pen, che in caso di vittoria lo avrebbe nominato primo ministro.
Alle elezioni del 2022 ricandida Dupont-Aignan, che ottiene il 2,07% dei voti.

## Debout les Jeunes
Debout les Jeunes (DLJ) è il movimento giovanile di Debout la France. La sua assemblea generale fondante si è tenuta il 12 settembre 2009, a Dourdan nell'Essonne.

### Presidenti
| Periodo   | Presidente          |
| --------- | ------------------- |
| 2009–2011 | Laurent Seurot      |
| 2011–2012 | Bruno Potier        |
| 2012–2015 | Nicolas Calbrix     |
| 2015–2018 | Alexandre Loubet    |
| 2018–2019 | Valentin Rebuffat   |
| 2020      | Alexandre Sabatou   |
| 2020      | Nicolas Dalmasso    |
| 2020–2021 | Marian de Gueiffier |
| Dal 2021  | Yann Poinsenet      |